# Ben McLachlan
Ben McLachlan (japanisch マクラクラン 勉 Makurakuran Tsutomu; * 10. Mai 1992 in Queenstown, Neuseeland) ist ein ehemaliger japanisch-neuseeländischer Tennisspieler.

## Karriere
Ben McLachlan spielte bis 2017 unter neuseeländischer Flagge und wechselte im Laufe der Saison 2017 zur japanischen Nationalität. Seine Mutter Yuriko ist gebürtige Japanerin. In ebendieser Saison gelang ihm auf der Challenger Tour im Juni sein erster Turniererfolg, als er mit Steven De Waard die Doppelkonkurrenz in Todi gewann. Im September folgte der zweite Titelgewinn in Gwangju an der Seite von Chen Ti. Ende September startete er dank einer Wildcard beim World-Tour-Event in Tokio im Doppel. Gemeinsam mit Yasutaka Uchiyama spielte er sich bis ins Finale vor, wo sie Jamie Murray und Bruno Soares in zwei Sätzen besiegten.
Nach seinem Nationenwechsel gab McLachlan im September 2017 sein Debüt für die japanische Davis-Cup-Mannschaft.
Im April 2024 gab er das Ende seiner Profitenniskarriere bekannt.

## Erfolge
| Legende (Anzahl der Siege)  |
| Grand Slam                  |
| ATP World Tour Finals       |
| ATP World Tour Masters 1000 |
| ATP World Tour 500 (3)      |
| ATP World Tour 250 (4)      |
| ATP Challenger Tour (8)     |

| ATP-Titel nach Belag |
| Hartplatz (7)        |
| Sand (0)             |
| Rasen (0)            |

### Doppel

#### Turniersiege

##### ATP World Tour
| Nr. | Datum              | Turnier          | Belag         | Partner            | Finalgegner                   | Ergebnis   |
| --- | ------------------ | ---------------- | ------------- | ------------------ | ----------------------------- | ---------- |
| 1.  | 8. Oktober 2017    | Tokio (1)        | Hartplatz     | Yasutaka Uchiyama  | Jamie Murray Bruno Soares     | 6:4, 7:61  |
| 2.  | 30. September 2018 | Shenzhen         | Hartplatz     | Joe Salisbury      | Robert Lindstedt Rajeev Ram   | 7:65, 7:64 |
| 3.  | 7. Oktober 2018    | Tokio (2)        | Hartplatz     | Jan-Lennard Struff | Michael Venus Raven Klaasen   | 6:4, 7:5   |
| 4.  | 12. Januar 2019    | Auckland (1)     | Hartplatz     | Jan-Lennard Struff | Michael Venus Raven Klaasen   | 6:3, 6:4   |
| 5.  | 18. Januar 2020    | Auckland (2)     | Hartplatz     | Luke Bambridge     | Marcus Daniell Philipp Oswald | 7:63, 6:3  |
| 6.  | 25. Oktober 2020   | Köln             | Hartplatz (i) | Raven Klaasen      | Kevin Krawietz Andreas Mies   | 6:2, 6:4   |
| 7.  | 8. August 2021     | Washington, D.C. | Hartplatz     | Raven Klaasen      | Neal Skupski Michael Venus    | 7:64, 6:4  |

##### ATP Challenger Tour
| Nr. | Datum              | Turnier   | Belag         | Partner           | Finalgegner                               | Ergebnis           |
| --- | ------------------ | --------- | ------------- | ----------------- | ----------------------------------------- | ------------------ |
| 1.  | 23. Juni 2017      | Todi      | Sand          | Steven De Waard   | Marin Draganja Tomislav Draganja          | 6:77, 6:4, [10:7]  |
| 2.  | 24. September 2017 | Gwangju   | Hartplatz     | Chen Ti           | Jarryd Chaplin Luke Saville               | 6:3, 6:4           |
| 3.  | 11. November 2017  | Kōbe      | Hartplatz (i) | Yasutaka Uchiyama | Jeevan Nedunchezhiyan Christopher Rungkat | 4:6, 6:3, [10:8]   |
| 4.  | 9. Juni 2019       | Surbiton  | Rasen         | Marcel Granollers | Kwon Soon-woo Ramkumar Ramanathan         | 4:6, 6:3, [10:2]   |
| 5.  | 13. August 2022    | Chicago   | Hartplatz     | André Göransson   | Evan King Mitchell Krueger                | 6:4, 6:73, [10:5]  |
| 6.  | 20. August 2022    | Vancouver | Hartplatz     | André Göransson   | Treat Huey John-Patrick Smith             | 6:74, 7:67, [11:9] |
| 7.  | 7. Januar 2023     | Canberra  | Hartplatz     | André Göransson   | Andrew Harris John-Patrick Smith          | 6:3, 5:7, [10:5]   |
| 8.  | 25. Februar 2023   | Monterrey | Hartplatz     | André Göransson   | Luis David Martínez Cristian Rodríguez    | 6:3, 6:4           |

#### Finalteilnahmen
| Nr. | Datum            | Turnier       | Belag         | Partner            | Finalgegner                      | Ergebnis          |
| --- | ---------------- | ------------- | ------------- | ------------------ | -------------------------------- | ----------------- |
| 1.  | 11. Februar 2018 | Montpellier   | Hartplatz (i) | Hugo Nys           | Ken Skupski Neal Skupski         | 6:72, 4:6         |
| 2.  | 6. Mai 2018      | Istanbul      | Sand          | Nicholas Monroe    | Dominic Inglot Robert Lindstedt  | 6:3, 3:6, [8:10]  |
| 3.  | 24. Februar 2019 | Marseille (1) | Hartplatz (i) | Matwé Middelkoop   | Jérémy Chardy Fabrice Martin     | 3:6, 7:64, [3:10] |
| 4.  | 2. März 2019     | Dubai         | Hartplatz     | Jan-Lennard Struff | Rajeev Ram Joe Salisbury         | 6:74, 3:6         |
| 5.  | 23. Februar 2020 | Delray Beach  | Hartplatz     | Luke Bambridge     | Bob Bryan Mike Bryan             | 6:3, 5:7, [5:10]  |
| 6.  | 20. Februar 2022 | Marseille (2) | Hartplatz (i) | Raven Klaasen      | Denys Moltschanow Andrei Rubljow | 6:4, 5:7, [7:10]  |

## Abschneiden bei Grand-Slam-Turnieren

### Doppel
| Turnier         | 2018 | 2019 | 2020 | 2021 | 2022 | 2023 | 2024 | Karriere |
| --------------- | ---- | ---- | ---- | ---- | ---- | ---- | ---- | -------- |
| Australian Open | HF   | 1    | 1    | 1    | AF   | 2    | 1    | HF       |
| French Open     | 1    | 1    | 1    | 2    | 1    | 1    |      | 2        |
| Wimbledon       | VF   | 1    |      | VF   | 1    | 1    |      | VF       |
| US Open         | 1    | VF   | 1    | 2    | 1    | 2    |      | VF       |

### Mixed
| Turnier         | 2018 | 2019 | 2020 | 2021 | 2022 | Karriere |
| --------------- | ---- | ---- | ---- | ---- | ---- | -------- |
| Australian Open | —    | 1    | —    | AF   | VF   | VF       |
| French Open     | 1    | 1    |      | —    | AF   | AF       |
| Wimbledon       | AF   | 1    |      | 2    | 1    | AF       |
| US Open         | 1    | —    |      | AF   | —    | AF       |

Zeichenerklärung: S = Turniersieg; F, HF, VF, AF = Einzug ins Finale / Halbfinale / Viertelfinale / Achtelfinale; 1, 2, 3 = Ausscheiden in der 1. / 2. / 3. Hauptrunde; nicht ausgetragen